# TransRe
Die Transatlantic Reinsurance, oftmals aufgrund des entsprechenden Markenauftritts als TransRe abgekürzt, ist ein global tätiger US-amerikanischer Rückversicherer mit Hauptsitz im One Liberty Plaza in New York City.

## Geschichte und Hintergrund
TransRe wurde 1977 als Tochtergesellschaft der American International Group gegründet und schrieb ab Januar 1978 Geschäft. Nach einer ersten internationalen Expansion nach Kanada 1980 folgten zwei Jahre später mit London und Tokio erste Standortgründungen in Europa respektive Asien. 1991 erfolgte der Börsengang an der New York Stock Exchange. Später folgten auf den Kontinenten die Gründung weiterer Dependancen, darunter 2006 die Gründung einer Niederlassung in München, ebenso wie die Geschäftsaufnahme im global bedeutenden Rückversicherungsstandort Bermuda sowie in Australien und in Südamerika. Nach einer kurz zuvor gescheiterten Übernahme durch  Berkshire Hathaway wurde das Unternehmen im Herbst 2011 für 3,4 Milliarden US-Dollar in bar sowie Aktien von der Alleghany Corporation übernommen. Im folgenden Jahr folgte das Delisting. Mit der TransRe London wurde 2014 eine Tochtergesellschaft in Europa gegründet, im Vorgriff auf den Austritt des Vereinigten Königreichs aus der Europäischen Union via Brexit wurde das kontinentaleuropäische Geschäft 2019 in der in Luxemburg gegründeten Tochtergesellschaft TransRe Europe zusammengeführt. Durch die Übernahme von Alleghany durch Berkshire Hathaway im Herbst 2022 gehört das Unternehmen seither zu Warren Buffetts Imperium.